# Marigné-Peuton
Marigné-Peuton är en kommun i departementet Mayenne i regionen Pays de la Loire i nordvästra Frankrike. Kommunen ligger i kantonen Château-Gontier-Ouest som tillhör arrondissementet Château-Gontier. År 2022 hade Marigné-Peuton 543 invånare.

## Befolkningsutveckling
Antalet invånare i kommunen Marigné-Peuton
| Referens: INSEE |